# 小倉將信
小倉 將信（1981年5月30日—）是日本的政治家。自由民主黨所屬的衆議院議員（4期）、內閣府特命擔當大臣（少子化對策、男女共同參與）、女性活躍擔當大臣、共生社會擔當大臣、兒童政策擔當大臣、孤獨·孤立對策擔當大臣、前自由民主黨青年局長。
曾任总務大臣政務官（第三次安倍第三次改組内閣和第四次安倍內閣）。

## 經歷
出身於東京都多摩市。經過榮光學園中學、高中，2004年畢業於東京大學法學院（國際私法:石黑一憲研究會）  ，并進入日本银行 。2009年畢業於牛津大學研究生院，獲得金融經濟學碩士學位。 。
2011年7月從日本銀行離職。同年11月，通過自民黨東京都聯的公開招募，就任衆議院東京23區支部長。
在2012年12月的第46屆衆議院議員總選中，他擊敗了東京23區民主黨現任的議員櫛淵萬里、日本維新會伊藤俊輔等人，首次當選。他具有在日本銀行工作的經驗和通過英國牛津研究生院留學積累的金融知識。
在2014年12月的第47屆衆議院議員總選中，他在東京23區再次擊敗櫛淵、伊藤博文，再次當選。2017年8月7日，在第3次安倍第3次改組內閣中就任總務大臣政務官（主要負責地方自治（地方行政、地方財政、地方稅制消防））。
2017年10月第48届众议院大选連任第三任期。
2019年9月就任自民黨國會對策副委員長（總務委員會，消費者問題特別委員會負責人）。2020年10月就任自民黨代理總務部會長。掌管從地方行政、信息通信到行政評價的領域。
2013年11月与朝日电视台播音员岛本真衣结婚，但2015年4月29日宣布离婚。
2021年10月，再娶了一般女子。同月，任自民党青年局第52任局长。
在2021年10月31日的第49届众议院议员大选中，他击败了作为统一的立宪民主党在野党候选人的伊藤俊介，赢得了4次选举。
2022年8月10日，在第二次岸田改组内阁中被任命为特别任务国务大臣（负责少子化和男女平等），首次进入内阁。

## 政策/主张
- 作爲支持單軌電車普及的議員聯盟事務局長，致力於多摩都市單軌電車向町田方向延伸的工作。
- 作爲支持指定汽車培訓學校的議員聯盟事務局長，他正致力於解決人口減少、高齡化導致的指定汽車培訓學校面臨的課題。
- 園區老齡化對策和空房對策等，正在爲搞活住宅園區而展開努力。
- 他們提出了大幅降低專利收入法人稅率的專利稅盒稅制公約。
- 他們主張縮減國會定員、全年國會、國民投票制度、一院制等。
- 反對賦予外國人參政權。
- 反對人權擁護法案。
- 對於選擇性夫婦別姓制度的引進，在2014年的調查中表示反對，但是在2017年的調查中表示贊成。[6]
- 反對創建女性宮家
- 關於以防止被動吸菸爲目的，原則上禁止在飯店等建築物內吸菸的修訂健康增進法，規定原則上與飯店的面積無關，應該在室內禁菸，只在吸菸專用室內吸菸，對於難以整備吸菸專用室等的經營規模較小的現有飯店，應該設置必要的經過措施。

## 议员联合会
- 议会区块链推广联盟
- 支持单轨电车普及的国会议员工会
- 支持指定驾驶学校的立法者联合会
- 考虑城市地区农业的年轻议员协会
- 液化石油气对策议会联盟
- 议会环境保护联盟
- 自民党水事业振兴国会议员联盟
- 议会护理问题联盟
- 国会议员促进旅游业联合会
- 促进住房措施议员联合会
- 全国育儿相关议会会员协会
- 促进行政程序律师制度议会联盟
- 小企业税收议会议员联盟
- 自民党消防员联合会
- 日本议会国会议员圆桌会议[7]
- 自民党汽车维修立法者联盟
- 汽车议员联盟
- 日澳议会联盟
- 日法议会友好联盟
- 证券市场发展议员联盟
- 一群国会议员一起参拜靖国神社[7]
- 促进计算机会计议会联合会（TKC议会联合会）
- 议会税务会计制度改革促进联合会
- 推进司法书士制度国会议员联盟
- 考虑罪犯改造的国会议员委员会
- 健康保险制度完善推进国会议员联盟
- 樱花宣传议员联盟
- 自民党低音议员联盟
- 公寓议员联合会
- 议会物流仓库促进联盟
- 日本建筑工人社会振兴国会议员联合会
- 自民党议会仪式和葬礼互助制度推进联盟
- 保护公共住房居民的议会联盟
- 议会对华政策联盟

## 脚注
1. ↑  時代先取る壮士 小倉将信 （页面存档备份，存于） 日本経済新聞 2021年6月23日
2. 1 2  .   [2022-08-15]. （原始内容存档于2013-01-19）.
3. ↑  . 総務省.   [2022-08-15]. （原始内容存档于2021-10-30） （日语）.
4. ↑  .   [2021-10-26]. （原始内容存档于2022-08-14）.
5. ↑  .   [2022-08-11]. （原始内容存档于2022-09-13）.
6. ↑  . 朝日新聞デジタル.   [2022-08-15]. （原始内容存档于2021-05-21） （日语）.
7. 1 2  俵義文、日本会議の全貌、花伝社、2016年